# Dubynino (obwód irkucki)
Dubynino (ros. Дубынино) – wieś (sieło) w Rosji, w obwodzie irkuckim, w rejonie brackim. W 2021 liczyła 150 mieszkańców.